# Kawabata Yasunari
Kawabata Yasunari (tiếng Nhật: 川端 康成, かわばた やすなり; 14 tháng 6 năm 1899 – 16 tháng 4 năm 1972) là tiểu thuyết gia người Nhật đầu tiên và người châu Á thứ ba, sau Rabindranath Tagore (Ấn Độ năm 1913) và Shmuel Yosef Agnon (Israel năm 1966), đoạt Giải Nobel Văn học năm 1968, đúng dịp kỷ niệm 100 năm hiện đại hóa văn học Nhật Bản tính từ cuộc Duy Tân của Minh Trị Thiên Hoàng năm 1868.
Những sáng tác văn chương, những tiểu luận mỹ học và phê bình văn học của Kawabata Yasunari, qua thời gian vẫn luôn đem lại hấp lực mạnh mẽ đối với nhiều nhà phương Đông học trên khắp các châu lục có sức lôi cuốn rộng rãi độc giả trên thế giới, phản ảnh nhiều phương diện của văn hóa Nhật cũng như những rung cảm đầy đam mê mà tinh tế của tâm hồn Nhật.

## Tiểu sử

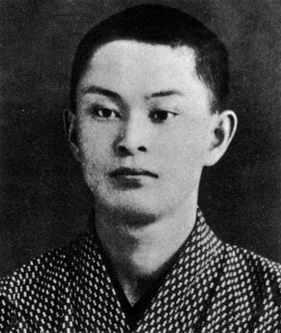
Yasunari Kawabata năm 1917

Kawabata sinh ở Osaka, mồ côi từ năm lên 2, từ đó cậu bé và chị sống cùng ông bà ngoại. Khi cậu lên 7 thì bà ngoại qua đời, lên 9 thì mất chị, được 14 tuổi thì mất cả ông ngoại, cậu phải về Tokyo sống với gia đình người dì.
Đứa trẻ ốm yếu lại côi cút Kawabata chỉ còn biết tựa mình vào năng lực sáng tạo, phong kín vết thương tâm hồn của mình bằng cuộc tìm kiếm mê mải cái đẹp trong cuộc đời. Tuy nhiên vào tháng 1 năm 1916, ông chuyển đến một trường nội trú gần trường trung học cơ sở mà trước đây ông đi lại bằng tàu hỏa. Qua nhiều tác phẩm của Kawabata, cảm giác xa cách trong cuộc sống của ông được thể hiện. Kawabata thường tạo ấn tượng rằng các nhân vật của mình đã xây dựng một bức tường xung quanh để tự cô lập họ. Trong một tác phẩm được xuất bản năm 1934, Kawabata đã viết: "Tôi cảm thấy nắm tay một người phụ nữ theo nghĩa lãng mạn[...] Tôi có phải là người đàn ông hạnh phúc đáng để thương hại không?". Thật vậy, điều này không cần phải hiểu theo nghĩa đen, nhưng nó cho thấy loại cảm xúc bất an mà Kawabata cảm thấy, đặc là qua mối tình hồi còn trẻ ở tuổi đôi mươi, Kawabata lại đánh mất một người mà ông hết lòng yêu thương, một thiếu nữ ông gọi là Chiyo. Bà này có lẽ tên thật là Hatsuyo Ito, nữ phục vụ tại một quán cà phê. Ông đã cùng nàng hứa hôn nhưng khi mọi việc chuẩn bị xong, nàng bất ngờ từ hôn, không một lời giải thích. Kaori Kawabata, con rể nhà văn, nói những lá thư mới tìm thấy giúp giải thích rõ hơn một đoạn nhật ký chưa từng công bố của Kawabata, viết ngày 20 tháng 11 năm 1923. Tiểu thuyết gia viết rằng, ở Saihoji, ngôi đền nơi Ito sống, cô bị một thầy tu cưỡng bức. Với mặc cảm không còn trinh trắng, Ito cảm thấy mình không thể nào làm vợ Kawabata, Kaori Kawabata nhận định. Sau khi chia tay Kawabata, Ito trở lại nghề phục vụ bàn, kết hôn với một người chủ quán cà phê, tái hôn và sinh con. Bà qua đời tháng 2 năm 1951.
"Không bao giờ tôi trút được ám ảnh rằng mình là một người lang thang u sầu. Luôn luôn mơ mộng tuy rằng chẳng bao giờ chìm đắm hoàn toàn trong mơ, mà vẫn luôn tỉnh thức giữa khi mơ..."
Sau khi tốt nghiệp trung học cơ sở vào tháng 3 năm 1917, Kawabata chuyển đến Tokyo ngay trước kỳ sinh nhật 18 của mình. Kawabata hy vọng sẽ vượt qua cac kỳ thi của Dai-ichi Kōtō-gakkō (trường trung học đệ nhất cấp), dưới sự chỉ đạo của Đại học Hoàng gia Tokyo. Ông thành công trong kì thi cùng năm và nhập Khoa Nhân văn với chuyên ngành tiếng Anh vào tháng 7 năm 1920. Lúc này một Kawabata trẻ tuổi, đã say mê tác phẩm của Rabindranath Tagore.
Kawabata tốt nghiệp năm 1924, vào thời điểm đó ông đã thu hút sự chú ý của Kikuji kan và các nhà biên tập nổi tiếng khác thông qua các bài đăng của ông cho tạp chí văn học của kikuji, bungei shunju. Kawabata thường phản ánh từ chính cuộc sống thời thơ ấu và tuổi trẻ của ông. Cái cô đơn ấy bắt đầu với tập Nhật ký tuổi mười sáu. Khi nó được xuất bản vào năm 1925, tác phẩm đầu tay này có lẽ đã được viết lại dù trong đó, ấn tượng của một thiếu niên trước cái chết của người thân (ông ngoại) vẫn còn rõ nét. Những ngày cuối cùng khốn khổ của một người già yếu mù loà, cuộc sống cô độc của một thiếu niên nhỏ bé đối diện với sinh ly tử biệt được thể hiện chân thực.
Hồi nhỏ, Kawabata vẫn mơ ước vẽ tranh. Nhưng đến tuổi mười lăm, ông cảm thấy mình có tài viết hơn là vẽ, nên quyết định chọn con đường văn chương. Do đó mà trong văn xuôi Kawabata, những phong cảnh thiên nhiên và thế giới tâm hồn không ngớt mở ra trước mắt ta những màu sắc tinh tế.
Bên cạnh viết văn, Kawabata còn làm phóng viên cho một số tờ báo mà đáng chú ý nhất là tờ Mainichi Shimbun ở Osaka và Tokyo. Mặc dù đã từ chối tham gia vào sự hăng hái quân phiệt trong Chiến tranh thế giới thứ hai, ông cũng thờ ơ với những cải cách chính trị của Nhật Bản sau chiến tranh, nhưng rõ ràng chiến tranh là một trong những ảnh hưởng quan trọng nhất đối với ông (cùng với cái chết của cả gia đình khi ông còn trẻ); một thời gian ngắn sau đó ông nói rằng kể từ đó ông chỉ còn khả năng viết những tác phẩm bi ca mà thôi.

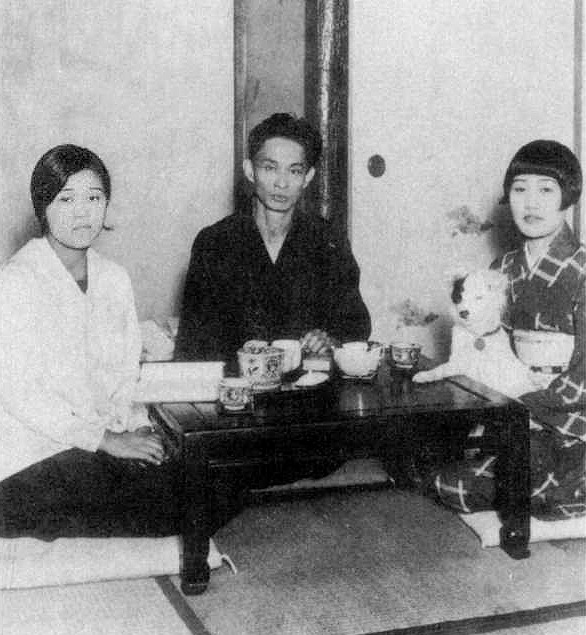
Kawabata với vợ Hideko ở bên trái và cô em gái Kimiko ở bên phải năm 1930

Khi vẫn còn là sinh viên đại học, Kawabata đã thành lập lại tạp chí văn học shin-shichō của Đại học Tokyo ("Tân triều tư tưởng"), đã không tồn tại quá bốn năm. Tại đây, ông đã xuất bản truyện ngắn đầu tiên của mình "shokonsai ikkei" ("một góc nhìn từ lễ hội Yasukuni") vào năm 1921. Trong thời gian đại học, ông chuyển khoa sang Văn học Nhật Bản và viết một luận văn tốt nghiệp của mình có tựa đề "Một lịch sử ngắn của tiểu thuyết Nhật Bản". Ông tốt nghiệp đại học vào tháng 3 năm 1924.

## Văn nghiệp
Thơ ca và truyện ngắn của Kawabata được ấn hành ngay từ lúc ông còn là học sinh trung học. Tình yêu thơ ca thấm đượm trong từng trang văn của ông, đặc biệt với loại truyện rất ngắn mà ông gọi là truyện ngắn trong lòng bàn tay, loại truyện mà ông luôn thích viết trong suốt cuộc đời mình, như ông giải thích: "Tuổi trẻ trong đời nhiều nhà văn thường dành cho thơ ca; còn tôi, thay vì thơ ca, tôi viết những tác phẩm nhỏ gọi là truyện ngắn trong lòng bàn tay... Hồn thơ những ngày trẻ tuổi của tôi sống sót trong những câu chuyện ấy..."
Vào Đại học Tokyo, Kawabata nghiên cứu cả văn học Anh lẫn văn học Nhật. Ông say mê thơ văn cổ điển dân tộc như Truyện kể Genji của Murasaki Shikibu, Sách gối đầu của Sein Shonagon lẫn các tác giả hiện đại Tây phương như Marcel Proust, James Joyce...
Khi còn là sinh viên ông đã cùng với Yokomitsu Riichi lập ra tờ Văn nghệ thời đại (Bungei jidai) làm cơ quan ngôn luận cho trường phái văn học tân cảm giác (shinkankaku-ha) nhằm thực hiện một "cuộc cách mạng văn học đối đầu với làn sóng văn học cách mạng đương thời". Chọn con đường riêng cho mình, Kawabata tự bạch: "Tôi đã tiếp nhận nồng nhiệt văn chương Tây phương hiện đại và tôi cũng đã thử bắt chước nó, nhưng chủ yếu tôi là một người Đông phương và suốt mười lăm năm qua tôi chưa từng đánh mất phong cách ấy của mình."

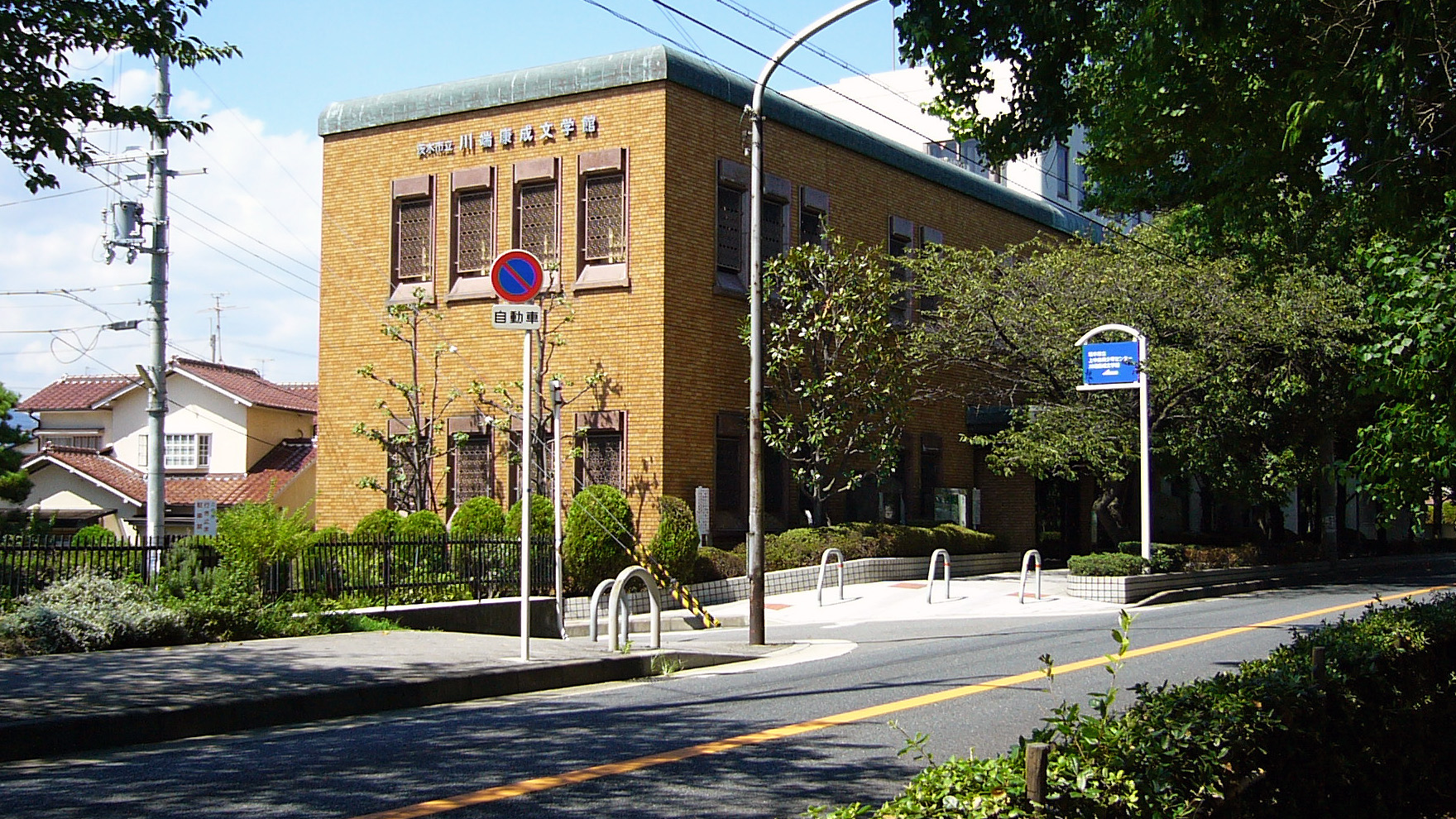
Bảo tàng Kawabata Yasunari ở Ibaraki, tỉnh Osaka

Một thời gian ngắn sau khi tốt nghiệp, ông bắt đầu được công nhận nhờ một số truyện ngắn, và được khen ngợi với truyện Vũ nữ xứ Izu (伊豆の踊り子) năm 1926, nói về những quyến rũ mới chớm của tình yêu tuổi trẻ. Các tác phẩm sau này của ông sẽ đi vào những chủ đề tình yêu tương tự. Các nhân vật của ông thường là các cô gái rất đẹp và trẻ, ông luôn hướng đến một vẻ đẹp vẹn toàn, ông cũng là người tôn sùng vẻ đẹp mỏng manh và luôn sử dụng ngôn ngữ đầy hình ảnh u ẩn về cuộc sống thiên nhiên và số phận con người.
Năm 1933, Kawabata phản đối việc bắt giữ, tra tấn nhà văn cánh tả trẻ tuổi Kobayashi Takiji ở Tokyo bởi cảnh sát chính trị đặc biệt Tokkō (特別投稿警察; Tokubetsu Kōtō Keisatsu).
Xứ tuyết (雪国; Yuki kuni), tiểu thuyết đầu tiên của Kawabata, được bắt đầu năm 1934, đăng nhiều kỳ từ 1935 đến 1937, và chỉ hoàn tất năm 1947. Chuyện tình giữa một tay chơi từ Tokyo và một nàng ca kỹ (geisha) tỉnh lẻ diễn ra tại một thị trấn xa xôi đâu đó phía tây rặng Alps Nhật Bản (dãy núi chia đôi đảo Honshu). Vẻ đẹp của tuyết, của các mùa, của người nữ hòa quyện trên từng trang sách, đẹp như thơ, đưa tác phẩm ngay lập tức trở thành kinh điển, và như lời Edward G. Seidensticker, "có lẽ là kiệt tác của Kawabata", đã đưa Kawabata vào số những nhà văn hàng đầu nước Nhật.
Sau Chiến tranh thế giới thứ hai, ông tiếp tục thành công với những tiểu thuyết như Ngàn cánh hạc (千羽鶴, một chuyện tình bất hạnh trong khung cảnh trà đạo), Tiếng rền của núi (山の音), Người đẹp say ngủ (眠れる美女) và Cái đẹp và nỗi buồn (美しさと哀しみと, tiểu thuyết cuối cùng của ông, lại một câu chuyện đam mê với kết cuộc buồn).
Bản thân Kawabata cho rằng tác phẩm hay nhất của mình là Danh thủ cờ vây (名人, 1951), truyện ngắn này tương phản rõ rệt với những tác phẩm khác. Truyện kể lại (có hư cấu thêm) một ván cờ vây năm 1938, mà ông đã tường thuật cho báo Mainichi. Đó là ván cờ cuối cùng của danh thủ Shūsai, ông này đã thua người thách đấu trẻ hơn mình, rồi qua đời một năm sau. Mặc dù truyện có vẻ hời hợt, chỉ là thuật lại một cuộc đấu tranh lên đến đỉnh điểm, một số độc giả cho rằng đó là ẩn dụ thất bại của Nhật Bản trong Chiến tranh thế giới thứ hai, số khác lại coi là cuộc đấu tranh giữa truyền thống và hiện đại.
Năm 1968, Kawabata được trao tặng giải Nobel với lời ca ngợi của Viện Hàn lâm Thụy Điển: "Ông là người tôn vinh cái đẹp hư ảo và hình ảnh u uẩn của hiện hữu trong đời sống thiên nhiên và trong định mệnh con người" (diễn văn của tiến sĩ Anders Usterling trong lễ trao giải).
Là chủ tịch Hội Văn Bút Nhật Bản trong nhiều năm sau chiến tranh, Kawabata đã thúc đẩy việc dịch văn học Nhật sang tiếng Anh và các thứ tiếng phương tây khác.

## Giải thưởng
Là chủ tịch của PEN Nhật Bản trong nhiều năm sau chiến tranh(1948-1965),Kawabata là động lực thúc đẩy việc dịch văn học Nhật Bản sang tiếng Anh và các ngôn ngữ phương Tây khác.Ông được tặng Huân chương Nghệ và văn học Pháp vào năm 1960,và Huân chương Văn hóa Nhật Bản vào năm sau.

## Cái chết

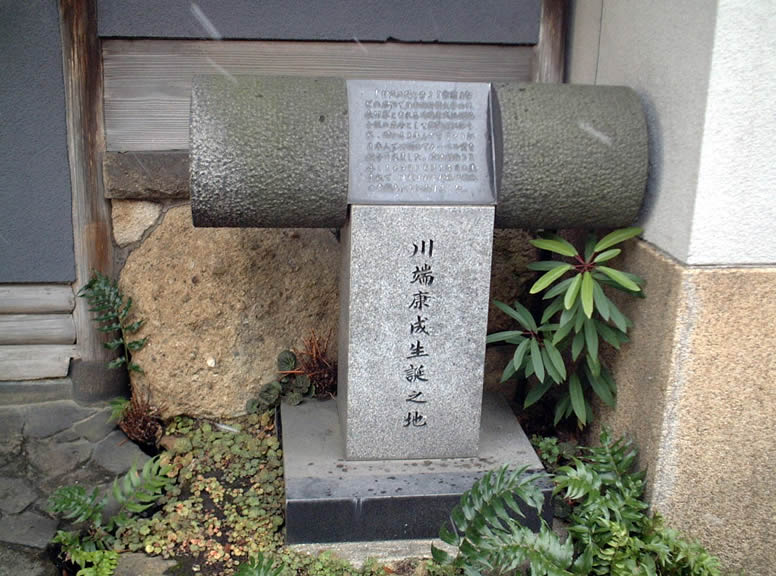
Bia mộ của Ông

Kabata tự sát vào năm 1972 tự tử bằng khí đốt trong một căn phòng ở Hayama,Kamakura.Nhiều giả thuyết đã được đưa ra,nào là sức khỏe kém,nào là mối tình bị cấm đoán,nào là cú sốc do vụ tử của bạn ông, nhà văn Mishima Yukio năm 1970. Tuy nhiên khác với Mishima, Kawabata không để lại thư tuyệt mệnh, và vì trong tác phẩm ông không gợi ý gì, đến nay không ai biết nguyên nhân thực sự.

## Một số tác phẩm chính
- Lễ chiêu hồn, truyện ngắn (Shokonsai ikkei, 1921)
- Vũ nữ Izu (伊豆の踊り子 Izu no Odoriko 1926)
- Hồng đoàn Asakusa (Asakusa Kurerai dan, 1930)
- Thủy tinh huyền tưởng (Suisho genso, 1931)
- Cầm thú (Kinju, 1933)
- Xứ tuyết (雪国 Yukiguni, 1935-37, 1947)

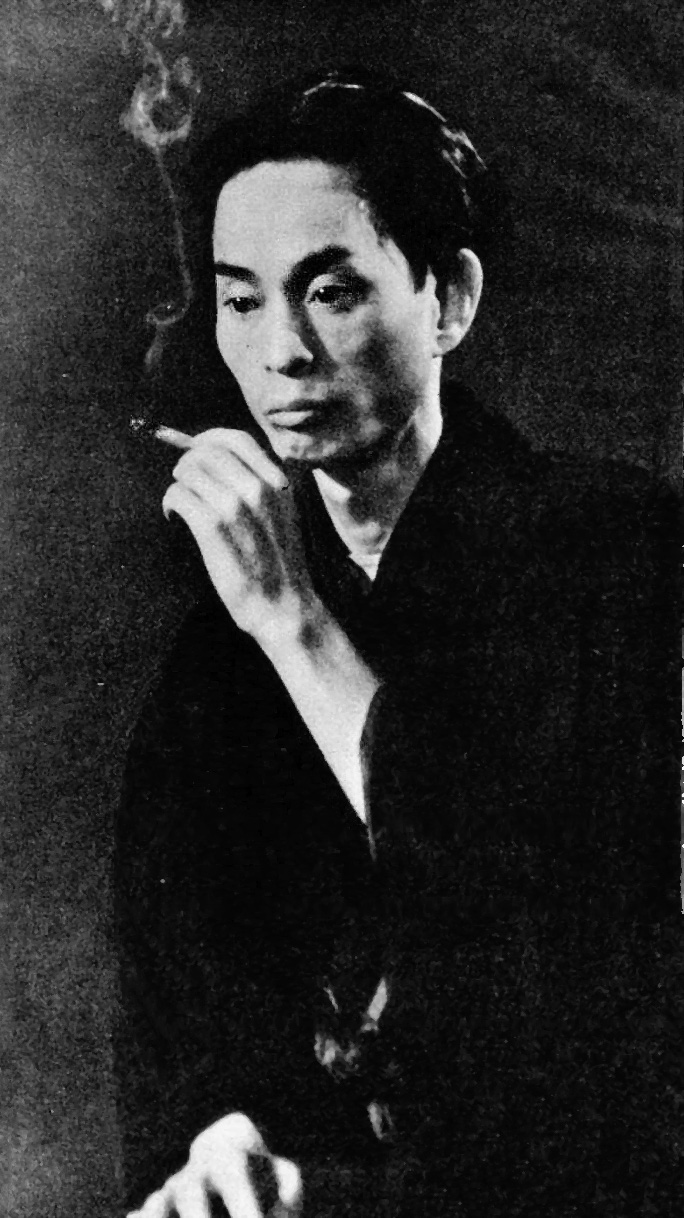
kawabata năm 1932

- kawabata năm 1932Ngàn cánh hạc (千羽鶴 Sembazuru, 1949-52)
- Danh thủ cờ vây (名人 Meijin, 1951-54)
- Tiếng rền của núi (山の音 Yama no Oto, 1949-54)
- Hồ (Mizuumi, 1955)
- Người đẹp say ngủ (眠れる美女 Nemueru bijo, 1961)
- Cố đô (古都 Koto, 1962)
- Đẹp và buồn (美しさと哀しみと Utsukushisa to Kanashimi to, 1964)
- Cánh tay, truyện ngắn (1965)
- Tôi ở đất Phù Tang xinh đẹp, diễn từ nhận giải Nobel (Utsukushii Nihon no watakushi, 1968)
- Tóc dài (Kani wa Nagaku, 1970)
- Truyện ngắn trong lòng bàn tay (掌の小説 Tenohira no shosetsu, 1971)

### Các bản dịch tiếng Việt
- 伊豆の踊り子 (Izu no Odoriko) :
  - Cô đào miền Izu, Vũ Thư Thanh trích dịch, Tạp chí Văn, số 140, số đặc biệt về Yasunari Kawabata, Sài Gòn, 15/10/1969
  - Vũ nữ Izu, Thái Hà dịch, Nhà xuất bản Đà Nẵng, 1986
  - Vũ nữ Izu, Huyền Không dịch, Trình Bày, Sài Gòn 1969.
  - Vũ nữ Izu, Nguyễn Lương Hải Khôi dịch.
- 雪国 (Yukiguni):
  - Xứ tuyết, Vũ Thư Thanh trích dịch, Tạp chí Văn, số 122, chủ đề "Mùa đông", Sài Gòn, 15/01/1969
  - Xứ tuyết, Chu Việt dịch, Trình Bầy xuất bản, Sài Gòn, 1969
  - Vùng băng tuyết, Giang Hà Vỵ dịch, Nhà xuất bản Mũi Cà Mau, 1988
  - Xứ tuyết, Ngô Văn Phú và Vũ Đình Bình dịch, Nhà xuất bản Hội nhà văn, Hà Nội, 1995
  - Xứ tuyết, Lam Anh dịch, IPM và Nhà xuất bản Hồng Đức, 2018
- 千羽鶴 (Sembazuru):
  - Ngàn cánh hạc, Vũ Thư Thanh trích dịch, Tạp chí Văn, số 140, số đặc biệt về Yasunari Kawabata, Sài Gòn, 15/10/1969
  - Ngàn cánh hạc, Trùng Dương dịch, Trình Bầy xuất bản, Sài Gòn, 1969
  - Rập rờn cánh hạc, Nguyễn Tường Minh dịch, Sông Thao, Sài Gòn, 1970, 1974
  - Ngàn cánh hạc, Tuấn Minh dịch, Sống Mới, Sài Gòn, 1972
  - Ngàn cánh hạc, Giang Hà Vị dịch, Nhà xuất bản Tổng hợp Kiên Giang, 1988
  - Ngàn cánh hạc, An Nhiên dịch, IPM và Nhà xuất bản Hồng Đức, 2020
- 山の音 (Yama no Oto):
  - Tiếng núi rền, Vũ Thư Thanh trích dịch, Tạp chí Văn, số 140, số đặc biệt về Yasunari Kawabata, Sài Gòn, 15/10/1969
  - Tiếng rền của núi, Ngô Quý Giang dịch, Nhà xuất bản Thanh Niên, Hà Nội, 1989
  - Tiếng núi, Uyên Thiểm dịch,  Công ty Cổ phần Văn hóa và Truyền thông Nhã Nam và Nhà xuất bản Hà Nội, 2022
- 眠れる美女 (Nemueru bijo):
  - Người đẹp say ngủ, Vũ Đình Phòng dịch, Nhà xuất bản Văn học, Hà Nội, 1999
  - Người đẹp ngủ mê, Quế Sơn dịch, Nhà xuất bản Thời Đại, Hà Nội, 2010
  - Những người đẹp say ngủ, Uyên Thiểm dịch, Công ty Cổ phần Văn hóa và Truyền thông Nhã Nam và Nhà xuất bản Hội nhà văn, 2019
- 古都 (Koto):
  - Cố đô, Thái Văn Hiếu dịch, Nhà xuất bản Hải Phòng, 1988
- 美しさと哀しみと (Utsukushisa to Kanashimi to):
  - Đẹp và buồn, Mai Kim Ngọc dịch, Nhà xuất bản Văn hóa Sài Gòn, 2009
- みづうみ (Mizuumi):
  - Hồ, Uyên Thiểm dịch, Công ty Cổ phần Văn hóa và Truyền thông Nhã Nam và Nhà xuất bản Văn học, 2016
- Tanpopo
  - Bồ công anh, An Nhiên dịch, Công ty cổ phần Văn hóa Huy Hoàng và NXB Thanh Niên, 2023.
- Truyện ngắn trong lòng bàn tay, nhiều dịch giả
- Tuyển tập tác phẩm Yasunari Kawabata, tập hợp 6 truyện ngắn; 46 truyện 'trong lòng bàn tay' và 6 tiểu thuyết, Nhà xuất bản Lao động, H. 2005
- Tuyển tập Kawabata - Truyện ngắn, Nguyễn Nam Trân dịch, Công ty cổ phần Sách Tao Đàn và NXB Hội nhà văn, 2023.
- Tuyển tập Kawabata - Truyện ngắn trong lòng bàn tay, Nguyễn Nam Trân dịch, Tao Đàn và NXB Hội nhà văn, 2023.
- Tuyển tập Kawabata - Hồi ức - Tiểu luận - Thư từ, Nguyễn Nam Trân dịch, Tao Đàn và NXB Hội nhà văn, 2024.
- Diễn từ Nobel văn chương 1968: 
  - Đất Phù Tang, cái đẹp và tôi, Cao Ngọc Phượng dịch, Lá Bối xuất bản, Sài Gòn, 1969
  - Tôi thuộc về vẻ đẹp Nhật Bản trong "phần I: Văn chương quan niệm và tư tưởng", sách Những bậc thầy văn chương thế giới – tư tưởng và quan niệm, Nhà xuất bản Văn học, H. 1995
  - Sinh ra từ vẻ đẹp Nhật Bản, Đoàn Tử Huyến dịch từ bản tiếng Nga Красотой Японии рожденный của T. P. Grigorievich, đăng trên Talawas tháng 8/2005[7]